# Comitat (Pământul de Mijloc)
Comitatul este o regiune a Pământului de mijloc descrisă de către J. R. R. Tolkien în romane precum Stăpânul Inelelor sau Hobbitul. în el trăiește majoritatea populației de hobbiți din Pământul de Mijloc.